# L'Effroyable Imposture

L'Effroyable Imposture est un livre écrit par Thierry Meyssan, président du Réseau Voltaire, qui développe une théorie du complot à propos des attentats du 11 septembre 2001. Il attribue la responsabilité de ces attentats à « une faction du complexe militaro-industriel ».
À sa sortie, le livre est salué par quelques organes de presse (par exemple Népszabadság (Hongrie) et La Tercera (Chili) du 13 mars 2002), avant d'être fortement critiqué par la presse française (Libération du 16 mars, Le Monde du 21 mars). Il a connu une très importante diffusion (164 100 exemplaires vendus en 2002), ce qui en fait un best-seller sur le sujet (traduit en vingt-huit langues).
Les attentats du 11 septembre ont fait l'objet d'une enquête de la commission présidentielle Kean-Hamilton qui a rendu son rapport en août 2004. La conclusion de leur enquête est que des terroristes du réseau Al-Qaïda sont responsables des attentats-suicide. Thierry Meyssan continue de soutenir la validité de sa propre analyse, en raison de l'absence d'enquête judiciaire qui examinerait les faits et témoignages de manière contradictoire pour établir la vérité.

## Thèse de l'auteur

### Résumé de la thèse
- Première partie : « Sanglante mise en scène ». Les attentats qui ont provoqué l’effondrement des tours jumelles au cœur de New York et la destruction d’une partie du Pentagone n’auraient pas été réalisés par des kamikazes étrangers, mais seraient un coup monté par une partie du complexe militaro-industriel des États-Unis, un complot interne destiné à manipuler les opinions publiques et à forcer le cours des choses (Stratégie connue sous le nom de fausse bannière).
- Deuxième partie : « Mort de la démocratie en Amérique ». La guerre d’Afghanistan ne serait pas une riposte aux attentats du 11 septembre, mais aurait été longuement préparée à l’avance avec les Britanniques. Le président Bush s’appuierait sur des groupes évangéliques pour lancer une croisade contre l’islam, dans le fil de la stratégie dite de « choc des civilisations ». La « guerre au terrorisme » serait un artifice pour suspendre les libertés individuelles aux États-Unis, puis dans les pays alliés, et instaurer une forme de régime militaire.
- Troisième partie : « L’Empire attaque ». Oussama Ben Laden serait une fabrication de la CIA et n’aurait jamais cessé de travailler pour les services secrets américains. La famille Ben Laden et la famille Bush gèreraient ensemble leur patrimoine, via le Groupe Carlyle. Le gouvernement des États-Unis aurait été confisqué par quelques groupes industriels (armement, pétrole, pharmacie) dont il défendrait les intérêts au détriment de tous. La CIA développerait un programme d’ingérence tous azimuts, incluant le recours à la torture et l’assassinat politique.

Ces trois parties sont indépendantes, et assez hétérogènes (en termes de qualité des arguments, notamment). Les critiques contre l'ouvrage ne les distinguent pas nécessairement.

### Les différentes affirmations

#### Autour du Pentagone
Dans L’Effroyable Imposture, l’auteur affirme, au vu de ce qu'il présente comme plusieurs incohérences, que la version officielle de l’avion détourné et crashé sur le bâtiment serait abracadabrante. Il affirme notamment qu'aucune carcasse d'avion n'a été retrouvée sur les lieux après la catastrophe. Dans ce premier ouvrage, il ne livre pas de théorie sur ce qui s’est passé et souligne que si les autorités ont pu mentir selon lui sur un sujet d’une telle gravité, elles ont pu mentir sur bien d’autres aspects du 11-Septembre.
Un expert anonyme cité par Le Monde après la parution de l'Effroyable Imposture fournit l'explication suivante quant à l'absence de carcasse entière : « L'impact s'est produit avec une extrême énergie, provoquant la pulvérisation de l'appareil et un embrasement immédiat. À la différence des voitures, les avions sont surtout composés d'aluminium, qui rentre en fusion vers 600 °C, et les structures de l'appareil ont pu fondre ».
Toutefois, par la suite et en réponse aux critiques sur ses thèses, Thierry Meyssan a développé ce sujet dans un autre ouvrage, Le Pentagate. En opposition avec les dizaines de témoins civils autour du Pentagone qui ont vu un avion de ligne, Thierry Meyssan affirme que l’attentat a été réalisé avec un missile.
Il lui paraît impossible que les systèmes d’interception aérienne n’aient pas eu le temps d’intervenir. Il affirme également qu'il existait des systèmes de défense anti-aériens automatiques autour du Pentagone et il lui paraît en conséquence impossible qu'ils n'aient pas été actionnés. Il s’abstient toutefois d’expliquer comment il se fait que ces systèmes automatiques n’abattent pas tous les avions qui décollent ou atterrissent à l’Aéroport national Ronald-Reagan distant de moins de deux kilomètres du Pentagone. Il prend pour hypothèse par ailleurs un enchaînement de circonstances, démentis par les faits et l'enquête, qui suppose que l’appareil aurait fait du rase-motte pendant 500 km, qu'aucun débris de l’appareil, réacteurs ou métal fondu, n’aurait été retrouvé à l’extérieur du bâtiment et que les pompiers n’auraient pas trouvé d'éléments qui évoquent un Boeing. Il juge en conséquence un tel scénario comme impossible.

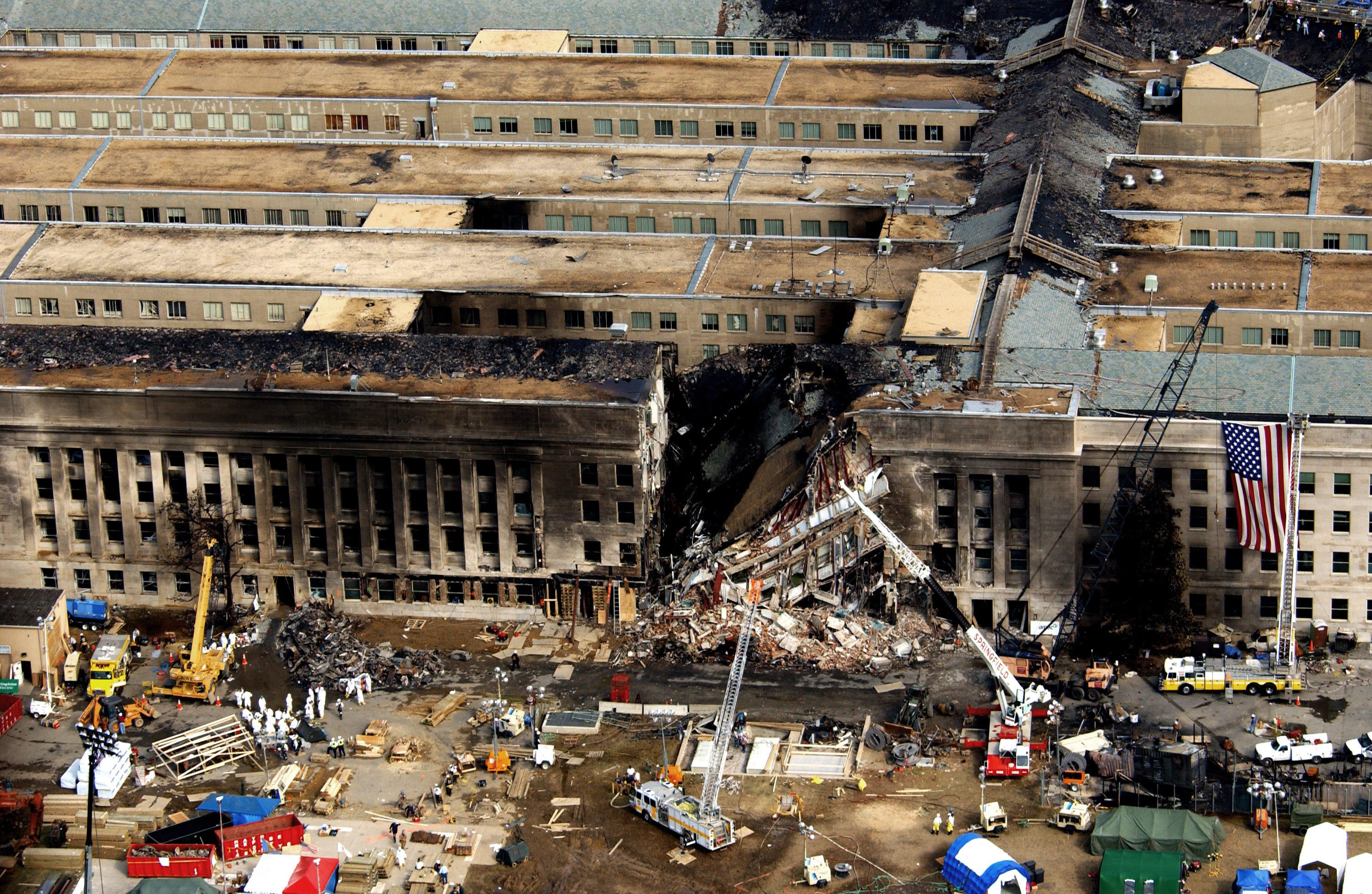
Photo de l'emplacement de l'impact, prise le 14 septembre 2001, présentée sur le site du département de la Défense U.S..

Enfin, il estime que le trou par lequel l’aéronef est entré dans le Pentagone est trop étroit pour laisser la place au fuselage d’un Boeing.
Pour compléter cette thèse, il resterait à expliquer la disparition de l'avion qui, selon la version gouvernementale, s'est écrasé sur le Pentagone. Selon la FAA (Fédération de l’aviation civile), l’avion a disparu des écrans au-dessus d’une réserve naturelle à 500 km de Washington au moment du débranchement du transpondeur, sans jamais réapparaître sur les écrans radars.
Toujours selon Thierry Meyssan, il est étrange que les autorités aient confisqué les vidéos de cet attentat. Les autorités ont de leur côté confirmé que les vidéos avaient été saisies pour les besoins de l'enquête comme pièces à conviction, et l'ensemble de celles-ci ont été rendues publiques après le procès de Zacarias Moussaoui. CNN n'a pas tardé à publier des photographies extraites d'une vidéo de surveillance sur lesquelles Thierry Meyssan s'est appuyé pour développer sa théorie du missile. En mai 2006, la vidéo complète a été rendue publique à la demande de l'association Judicial Watch. Apparaît sur cette photo la silhouette floue de l'avion.
L'avion s'est en grande partie désintégré selon les porte-parole du Pentagone. Thierry Meyssan affirme que l'enquête officielle parle de désintégration complète et ironise en conséquence sur une « dématérialisation » de science-fiction. Il affirme qu'aucune boîte noire exploitable, aucun élément de l'appareil, n'aurait été retrouvé (l'enregistreur vocal a en fait été retrouvé mais est inutilisable tandis que l'enregistreur de données a pu être utilisé, et de nombreux éléments de l'avion ont été retrouvés). Par contre, à l'étage supérieur du Pentagone, juste au-dessus de l'endroit où s'est écrasé l'appareil, on voit différentes fournitures de bureaux intactes selon Thierry Meyssan, comme des tabourets, des livres ou des bureaux. Toujours en utilisant des photos de presse, Thierry Meyssan fait observer que la pelouse du Pentagone est totalement intacte, après l'explosion.

#### Autour du World Trade Center
Toujours selon Thierry Meyssan, l'effondrement parfaitement vertical des Twin Towers (tours 1 et 2) et de la tour numéro 7 est étrange, d’autant que des pompiers attestent d’explosions en chaine. Pour lui, ce type d'effondrement ne s’est jamais produit pour des buildings sous le seul effet d’un incendie ; cela lui fait penser à l'œuvre d'ingénieurs hautement spécialisés en destruction de tours à l'explosif, comme les barres d'habitation des banlieues françaises dont les destructions pour insalubrité ont été très médiatisées.
En janvier 2004, Larry Silverstein, bailleur du World Trade Center, aurait, selon les thèses conspirationnistes, expliqué à la télévision que le bâtiment no 7 du WTC avait été volontairement détruit, par peur d'aggraver les dégâts déjà importants du World Trade Center. Cependant, ce sont les termes de Silverstein qui furent mis en cause et notamment l'expression to pull (tirer). Pour Thierry Meyssan, il faut comprendre to pull comme signifiant, dans le jargon de la démolition contrôlée, « tirer un bâtiment avec des câbles pour que celui-ci s'effondre », tandis que Larry Silverstein lui-même a expliqué que cette phrase était ainsi sortie du contexte et qu'il parlait de « retirer l'équipe de pompiers » ou plus simplement de « laisser tomber » la lutte contre les incendies.
Selon Thierry Meyssan, quelques jours avant les attentats, de grandes sommes ont été misées à la Bourse de Wall Street et de Chicago, anticipant la chute des actions des compagnies aériennes concernées par les détournements ainsi que sur des entreprises présentes dans le complexe du World Trade Center[réf. souhaitée]. Pour le gouvernement américain, Oussama Ben Laden a eu le cynisme de spéculer sur les attentats. Thierry Meyssan estime qu'il s'agit des intérêts occultes qui contrôlent ce même gouvernement.

#### Autour de la politique de George W. Bush
Dans une interview au quotidien saoudien Al Watan, Thierry Meyssan compare le 11-Septembre à l’incendie du Reichstag par les nazis, qui permit au chancelier Adolf Hitler de désigner des boucs émissaires (les communistes allemands) et d’instaurer une dictature sous couvert de défense de la démocratie face au terrorisme.
Dans un dossier réalisé pour l’hebdomadaire mexicain Proceso, repris dans le chapitre 8 de L’Effroyable imposture, Thierry Meyssan accuse la famille Bush d’avoir de nombreuses affaires en commun avec la famille Ben Laden et de faire gérer leurs avoirs financiers, tous deux, par le Carlyle Group. Cette imputation a été reprise au Congrès des États-Unis par la représentante de Géorgie, Cynthia McKinney. Depuis, la famille Ben Laden a publié de nombreux communiqués pour se démarquer de la famille Bush et pour faire savoir qu’elle quittait le Carlyle Group.

#### Autour des détournements d'avion
Le vol 77, qui s'est écrasé sur le Pentagone, a été coupé de toute communication pendant plus de 40 minutes,,. Pour Thierry Meyssan, rien n'a été fait pour l'intercepter, ou pour comprendre la raison de cette rupture.
Pour Thierry Meyssan, en dépit d'une revendication sur une bande vidéo d'Ousama Ben Laden présentée par la CIA comme authentique et de la présence d'après les autorités des corps d'islamistes radicaux dans les restes des avions, aucune preuve réelle n'aurait été faite sur la culpabilité du réseau Al-Qaida dans les attentats et aucune des personnes présentées comme terroristes par le FBI n'aurait été présente sur les listes des passagers des avions détournés. Les personnes désignées officiellement comme coupables auraient été soit des personnes se trouvant ailleurs dans le monde, en train d'effectuer une autre activité, soit des personnes connues des services secrets internationaux (qui avaient alerté leur hiérarchie au sujet des risques d'attentat que présentaient ces suspects formés au pilotage aux États-Unis). Thierry Meyssan cite aussi un projet du Pentagone de radiocommande d'avions de lignes lors de l’acquisition du système Global Hawk ; pour lui les auteurs des attentats ont pu utiliser ce système pour projeter les avions sur le World Trade Center.
Le 23 janvier 2004, le Chicago Tribune publie un article exposant les affirmations de Hamid Reza Zakeri, qui affirme que les attentats du 11 septembre sont l'œuvre d'une « coentreprise » entre Al Qaida et l'Iran ; il affirme qu'il avait remis une lettre aux agents de la CIA de l'ambassade des États-Unis en Azerbaïdjan, en juillet 2001, à destination de G.W. Bush et qu'il avait « faxé » également cette lettre à la Maison-Blanche. Thierry Meyssan critique cette version en soulignant que le groupe d'Oussama Ben Laden en Afghanistan avait été créé par les États-Unis pour lutter contre l'influence de la révolution iranienne et qu'aucune collaboration n'est possible entre eux.

## Critiques

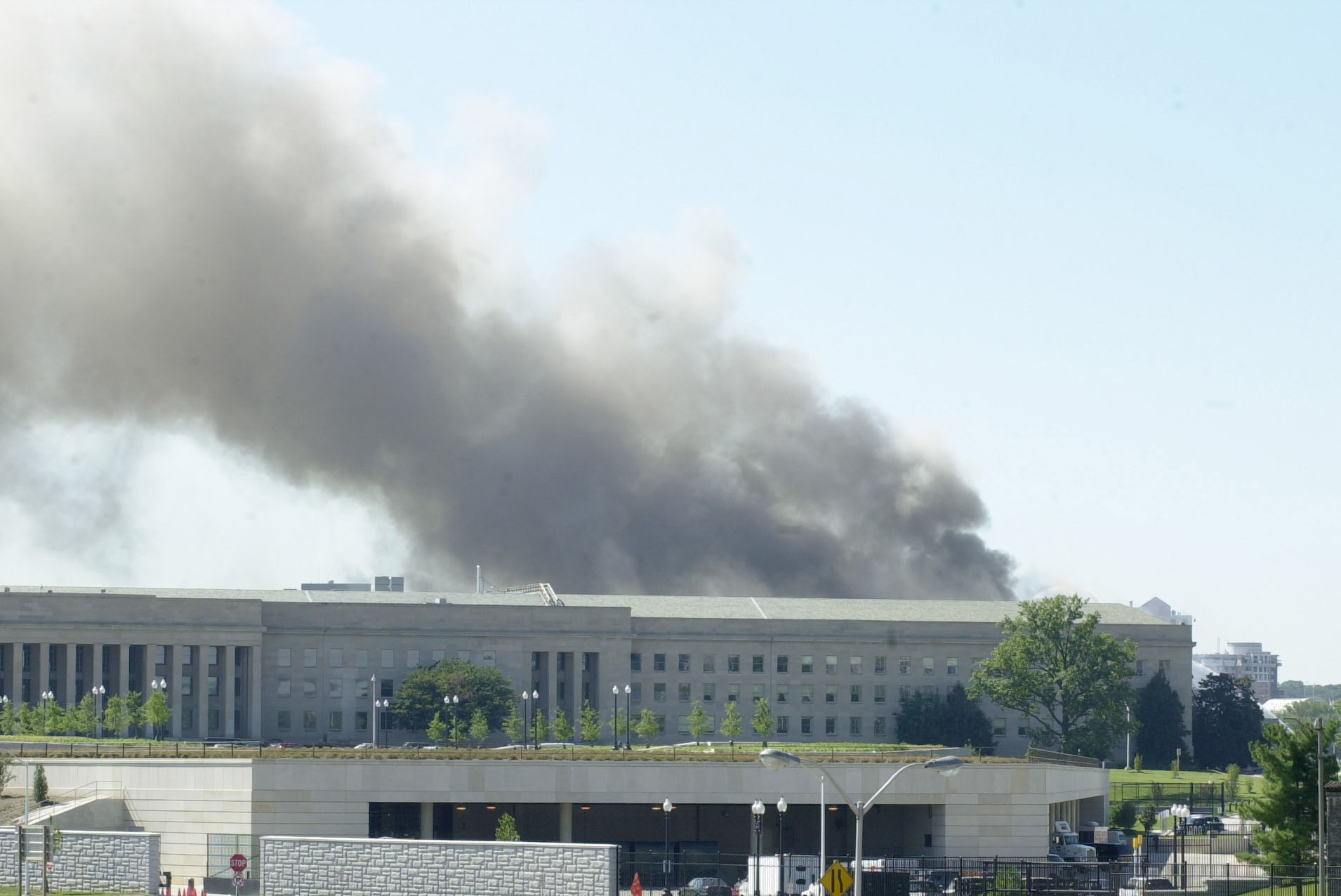
Alors que les images du Pentagone en flammes étaient autant en mémoire pour les téléspectateurs du monde entier que celles de la chute des tours, la parution de L'Effroyable Imposture en 2002 fut mal accueillie par des autorités et une opinion américaine outrées par de telles allégations. Le climat du Ressentiment anti-français aux États-Unis d'Amérique à la veille de la guerre d'Irak est alors ambiant.

### Sur la thèse
L'analyse des attentats du 11 septembre présentée dans ce livre a été très critiquée et dénoncée comme sans fondements par plusieurs auteurs, en France et dans le monde anglo-saxon, notamment par le Pentagone, le FBI et le département d'État. 
Cependant, la thèse politique fondamentale (instauration d'un régime autoritaire et expansionniste) a été très peu discutée dans ces pays.
- Claude Moniquet, grand reporter pour des journaux nationaux et auteur d'ouvrages sur l'espionnage, interviewé par Hoaxbuster (site qui se consacre aux fausses rumeurs sur Internet)[14], a effectué une contre-enquête à l'aide d'experts. Il parle d'« absurdité » et d'« hypothèses fantaisistes ». Il explique aussi que « M. Meyssan aurait pu se demander pourquoi les avions crashés sur les tours du WTC semblent, eux aussi, avoir disparu [désintégrés]. Mais il se garde bien de mettre en doute l'origine de cette double catastrophe pour la simple raison que les nombreuses vidéos parlent d'elles-mêmes, en particulier lors du crash sur la 2e tour. »
- De nombreux sites, en anglais[15], en français[16] et dans d'autres langues, dénoncent les faibles fondements des théories conspirationnistes sur le 11 septembre, et en particulier celle de Thierry Meyssan sur l'absence d'avion sur le Pentagone : « Il faut également préciser que 150 témoignages de personnes ont été recueillis confirmant avoir vu l'avion… Mais pour les conspirationnistes, ça va mieux en les oubliant… »[17]. Le Pentagone est en effet visible depuis l'autoroute très fréquentée venant de Virginie, ce qui explique le nombre important de témoins.
- Des journalistes, Guillaume Dasquié et Jean Guisnel, agacés par ce qu'ils considèrent comme une escroquerie intellectuelle, publient un livre, L'Effroyable Mensonge : thèses et foutaises sur le 11 septembre, où ils apportent une contradiction à Thierry Meyssan, l'accusant de légèreté, de mensonge, et de manque total de professionnalisme. Ils s'attachent surtout à la méthode :
  - ils reprochent à Thierry Meyssan de ne s'être même pas déplacé aux États-Unis pour enquêter, se contentant de pages, de photographies et d'articles sur Internet ;
  - ils affirment que Thierry Meyssan s'est servi de faits minuscules sortis de leur contexte ;
  - enfin, ils réfutent plusieurs affirmations à l'aide d'experts (en particulier de l'aéronautique).

Les deux journalistes ont été condamnés pour diffamation par la 17e chambre du TGI de Paris le 15 décembre 2003 à la suite d'une plainte déposée par Thierry Meyssan, mais ce dernier fut finalement débouté par la Cour d'appel de Versailles le 17 mars 2007 ; et ils ont gagné un autre procès en diffamation intenté par une autre personne mise en cause dans leur livre. Thierry Meyssan a répondu à leurs arguments dans Le Pentagate.

La seule image de l'avion juste avant l'impact dans le Pentagone, tirée d'un film pris par une caméra de surveillance du Pentagone, rendu public en octobre 2005, montrant l'arrivée du Boeing, son impact et l'explosion résultante.

- En Espagne, El Pais a critiqué L’Effroyable Imposture, parlant d'une thèse « plus que discutable », que l'auteur « ne prouve d'aucune manière »[22].
- Le 17 mai 2006, le département de la Défense américain publie deux extraits vidéo montrant depuis deux points de vue l'explosion au Pentagone, le 11 septembre 2001. Cependant le faible nombre d'images par seconde ne permet de capter qu'une image floue de l'avion[23].
- Le Monde, citant des spécialistes s'exprimant sous couvert de l'anonymat, infirme l'analyse de Thierry Meyssan à propos de l'attentat du Pentagone (voir ci-dessus). Il dénonce l'hypothèse selon laquelle les États-Unis s'apprêtent à attaquer une nouvelle fois l'Irak (éditorial du 21 mars 2002)
- Le site "Hoaxbuster"[24] dément les assertions du Réseau-Voltaire à partir des études d'un ingénieur et d'un astrophysicien sur les divers impacts. Le site "Urban Legends Reference" critique également les affirmations de l'ouvrage[25],[26],[27]. L'ouvrage de Thierry Meyssan Le Pentagate donnera une contre-argumentation très détaillée des critiques d'Hoaxbuster.
- L'historien Pierre Rigoulot écrit dans son livre L'Antiaméricanisme[28] : « Meyssan n'hésite même pas à relancer les plus odieuses rumeurs sur la responsabilité du Mossad car "les juifs avaient été prévenus et étaient peu nombreux dans le bâtiment" ». Ce livre a été condamné en diffamation par jugement de la 17e chambre du TGI de Paris, le 13 avril 2005, Pierre Rigoulot ayant inventé de toutes pièces cette fausse citation de Thierry Meyssan alors même que celui-ci réfute cette thèse dans L'Effroyable imposture[29].

### Sur l'opportunité
Sa teneur générale est perçue, en particulier par une partie de ceux qui ont été touchés directement ou indirectement par les attentats, comme très choquantes et particulièrement de mauvais goût, bien que certaines familles de victimes, au contraire, y voient une investigation crédible qui les a conduit à engager des poursuites judiciaires contre l’administration Bush, lui-même se disant victime de censure depuis la sortie de son livre et ceci notamment depuis sur Internet.

### Sur la méthode
- Antoine Vitkine dans son ouvrage Les Nouveaux Imposteurs  soutient que le succès du livre de Thierry Meyssan, inaugure le retour des supposées explications par le recours à la théorie du complot: « Quatre ans après, le constat s'impose : la théorie du complot a gagné les esprits. Ses bras armés : les Américains, les Israéliens, mais aussi la haute finance ou encore le FMI. Derrière ces fantasmes, se dessine bien vite le visage d'un antiaméricanisme primaire et d'un antisémitisme résurgent. Des Protocoles des Sages de Sion à ceux de Washington, le mythe du complot est donc de retour » Mais selon l'auteur, « la théorie du complot a changé de main. Jadis monopole de l'extrême droite, elle séduit maintenant une partie de l'extrême gauche, prospère dans le monde arabe, sur Internet… Derrière la paranoïa ambiante, c'est la démocratie qui est en jeu ».
- Dans Le Monde du samedi 30 mars 2002[32], avançant des arguments analogues, le sociologue Pierre Lagrange s'est penché sur les raisons du retentissement de l'ouvrage de Thierry Meyssan auprès du grand public. Selon lui, une première explication serait d'ordre technique : l'utilisation de la méthode hypercritique permet à l'auteur de donner une apparence de solidité à son argumentation en reportant la charge de la preuve sur ses contradicteurs. Pierre Lagrange compare même la rhétorique de Thierry Meyssan à celle des adversaires de la théorie de l'évolution ou encore des négationnistes de la Shoah : l'objectif ne serait pas de soupeser les arguments pour et contre mais de mener une instruction à charge, unilatérale. Il ne s'agirait pas de construire une théorie à la lumière de l'expérience, mais de remettre en cause l'expérience au bénéfice de la doctrine. Face à ce type d'attitude qui consisterait à remettre sans arrêt en cause la validité des arguments, toute contestation serait stérile et se heurtant au sourire énigmatique de l'initié.
- La chaîne de télévision Arte a consacré plusieurs soirées spéciales sur les théories du complot (en particulier le 13 avril 2004). Ces documentaires faisaient partie d'une plus grande série sur le sujet, dont un faux documentaire Opération Lune « démontrait » que les Américains n'étaient jamais allés sur la Lune ; Alexandre Adler apparaissant immédiatement après la fin pour révéler la supercherie et rappeler l'esprit critique à garder vis-à-vis de ce type de théorie. L'un des documentaires de cette soirée, qui dénonçait l'antiaméricanisme de Thierry Meyssan et les soutiens dont il dispose dans les milieux extrémistes de droite et de gauche, a donné lieu à un livre d'Antoine Vitkine, Les Nouveaux Imposteurs.
- « La possibilité d'une « autre source » d'information a produit la possibilité d'une « autre information » explique Benjamin Pelletier[33]. « Ainsi, un phénomène auparavant réservé aux extrémistes de droite et de gauche, s'est amplifié jusqu'à se généraliser et se banaliser dans la conscience commune : il s'agit de la croyance selon laquelle nos destins individuels seraient manipulés et contrôlés par une puissance supérieure, occulte et indéfinie…»
- Le député européen (Vert) Alain Lipietz considère que cet écrit de Meyssan relève du négationnisme et de la méthode hypercritique Il y voit « le même procédé que celui de Faurisson niant l'existence des chambres à gaz » ; « destruction de la raison […] au nom d’une méthodologie "hypercritique" » ; « Quant à l'idéologie, c'est la même dans le cas des deux négationnistes, Faurisson et Meyssan : nier un crime d’inspiration antisémite, celui des nazis et celui du Front islamique contre les Juifs et les Croisés, parce que ce crime sert objectivement les intérêts de l’ennemi proclamé : le sionisme et son allié américain ». « Le livre de Meyssan est le pire coup porté à la pensée critique depuis des années, comme les crimes de Ben Laden ont fait reculer de 50 ans la cause des Palestiniens. »[34]

### Sur la personnalité de l'auteur
- Dans L'Effroyable Imposteur Fiammetta Venner lui reproche de s'être rendu célèbre en inventant de toutes pièces une thèse relevant de la théorie du complot[35]. L'auteur s'en défend dans une interview en insistant sur le fait qu'il « existe de meilleurs moyens, moins risqués, pour devenir célèbre ».
- Dans Politis c’est « Meyssan l’imposteur ». Fabrice Nicolino considère que sa méthode est celle d’un négationniste[36] : « Meyssan est un imposteur, Meyssan est un salaud, Meyssan n’a rien à voir avec la gauche ou l’écologie ». Cet article a été condamné pour « injure » par jugement de la 17e chambre du TGI de Paris (1er décembre 2003) confirmé par la 11e chambre de la Cour d'appel de Paris (18 mai 2006).

## Soutiens
- En Italie, Meyssan s'exprime dans le cadre d'un cycle d'études patronné par le président de la République Carlo Azeglio Ciampi, devant l'Accademia Nazionale della Politica. L'eurodéputé Giulietto Chiesa consacre un documentaire à sa thèse Zero - Enquête sur le 11 septembre et publie un ouvrage collectif avec lui Zero. Perchè la versione ufficiale sull'11/9 è un falso. Enfin, le prix Nobel Dario Fo lui apporte son soutien et participe à la fois au film et au livre.
- En Russie, la première chaîne de télévision nationale a consacré une soirée spéciale aux thèses de Thierry Meyssan le 12 septembre 2008, à heure de grande écoute, où le documentaire de l'eurodéputé italien Giulietto Chiesa, Zero - Enquête sur le 11 septembre a notamment été diffusé[37].
- En Syrie, le quotidien gouvernemental, Al-Ba'th, a publié L'Effroyable Imposture en feuilleton et le ministre de l'Information, Dr Mahdi Dakhlallah, y a fait référence[38].